# آنثیا

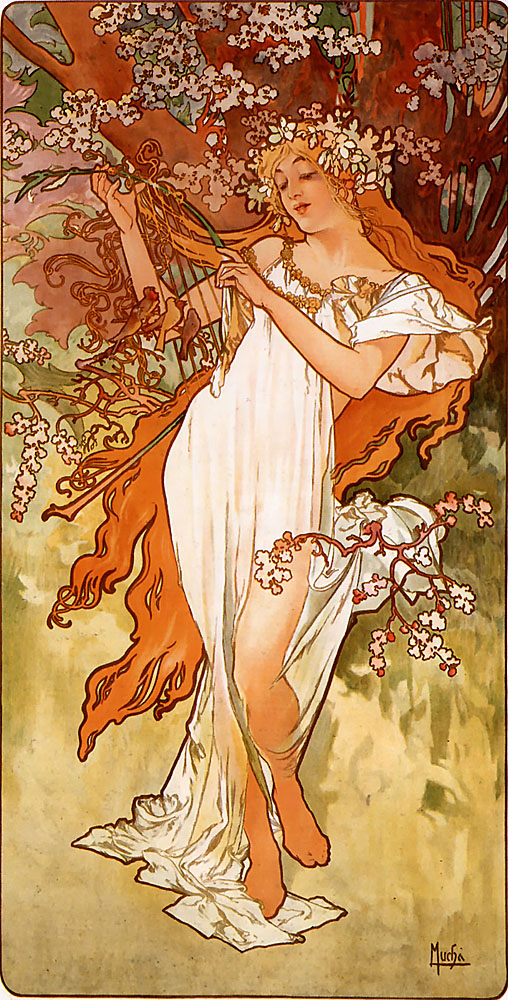
بهار اثر آلفونس موخا، (۱۸۹۶)

آنثیا (یونانی باستان: Ἀνθεία) در اساطیر یونانی یکی از خاریتس (الهه‌های رحمت) و الههٔ باتلاق‌ها و تاج‌های گل بود. او دختر پادشاه ایزدان زئوس و ائورونومه بود. او بر روی نقاشی‌های گلدان آتنی به عنوان یکی از دستیاران آفرودیته به تصویر کشیده می‌شد.
نام آنثیا از لغت یونان باستان «ἄνθος» به معنای گل یا شکوفه مشتق شده‌است. نمادهای او اقلام طلایی رنگ مانند عسل و مر مکی هستند و مرکز عبادت او در جزیرهٔ کرت واقع بود. نام آنثیا به هرا نسبت داده شده و با هورای نیز مرتبط است، که به‌واسطهٔ آن معبدی در آرگوس داشت. همچنین لقب آفرودیته در منطقهٔ کنوسوس بود. او ایزدبانوی پوشش گیاهی، باغ‌ها، و شکوفه‌ها بود و به‌ویژه در فصل بهار و در نزدیکی زمین‌های پایین‌دست و باتلاقی پرستش می‌شد، که برای رشد گیاهان مساعد است. او همچنین ایزدبانوی عشق انسانی نیز به‌شمار می‌رفت.